# Вулиця Станіславського (Мелітополь)
Вулиця Станіславського — вулиця у Мелітополі. Йде від проспекта Богдана Хмельницького до вулиці Дружби. Забудована приватними будинками.

## Назва
Вулиця названа на честь Костянтина Сергійовича Станіславського (1863—1938) російського театрального режисера.

## Історія
Перша відома згадка вулиці датується 20 грудня 1946 року.